# 圣保罗堂 (达姆施塔特)
圣保罗堂（Pauluskirche）是德国达姆施塔特的一个新教教堂，建于1905–1907年， 由建筑师及城市规划教授弗里德里希·普策爾（Friedrich Pützer）设计。
该堂是黑森和拿骚福音教会的总部。 

## 历史
1905年10月31日奠基，1907年9月29日，教堂落成。在1944年9月11日至12日的空袭中，教堂遭到严重破坏，战后重建。

## 建筑
圣保罗堂的设计风格是宗教改革式样（Reformarchitektur）。 内部最初装饰着新艺术风格的几何装饰和匹配的吊灯。大门设计为几何新艺术风格。教堂入口上方的山墙上的大型浮雕为Robert Cauer所作。东侧柱子上的保罗像是Augusto Varnesi的作品。
教堂塔高58米。教堂有1100个座位。